# Dolnośląski Związek Piłki Nożnej
Dolnośląski Związek Piłki Nożnej (DZPN) - jeden z szesnastu wojewódzkich związków piłki nożnej, wchodzących w skład Polskiego Związku Piłki Nożnej. Siedziba Związku mieści się we Wrocławiu i zarządza rozgrywkami piłkarskimi w województwie dolnośląskim na wszystkich szczeblach.
Reprezentacja związku ma na swoim koncie zwycięstwa w Pucharze Regionów UEFA w 2007 i 2019, a także uczestnictwo w 2023 i 2025 roku.